# Time Crisis II
Time Crisis II è uno sparatutto in prima persona con pistola ottica e secondo titolo della serie di Time Crisis di Namco. Fu distribuito come videogioco arcade (basato sulla piattaforma Namco System 23) a marzo 1997, mentre una conversione su PlayStation 2 venne commercializzata nell'ottobre 2001, e venduta insieme alla pistola ottica GunCon 2 (G-Con 2 in Europa). Una conversione per Sega Dreamcast era in fase di sviluppo, ma fu annullata.
Le versioni occidentali presentano un doppiaggio in lingua inglese.

## Trama
Nel 1997, le industrie NeoDyne annunciano il progetto per una rete chiamata "StarLine" di 64 satelliti che unificheranno le comunicazioni di tutti i continenti. Tuttavia, l'agente della V.S.S.E.E. Christy Ryan, scopre che il piano della compagnia è di lanciare un satellite nucleare sperimentale nello spazio e venderlo al miglior offerente. Christy tenta di scappare con una valigia piena di dati incriminanti. L'agente della NeoDyne Jakov Kinisky e le sue truppe mercenarie rintracciano Christy nel suo rifugio e la rapiscono. Giunge l'unità di estrazione costituita dagli agenti Keith Martin e Robert Baxter: i due agenti inseguono Kinisky, che tenta di fuggire su un motoscafo armato.
Keith e Robert provocano lo schianto del motoscafo, cosicché Kinisky rimane ucciso. Recuperano i dati e apprendono che il satellite viene trasportato via treno in una stazione rurale. Individuano il treno e lo raggiungono proprio quando arriva un'unità aerea per raccogliere il satellite. Si scontrano contro il capo della sicurezza di NeoDyne, Buff Bryant, un uomo dotato di grande forza fisica. Keith e Robert abbattono il suo elicottero e riescono anche a distruggere il treno. Gli agenti uccidono i mercenari e usano l'elicottero per raggiungere lo spazioporto in cui è previsto il lancio. Arrivano proprio mentre l'amministratore delegato della NeoDyne, Ernesto Diaz, si prepara a lanciare un missile contenente il satellite. Diaz manda Wild Dog, precedentemente sconfitto e mutilato (il suo braccio destro è stato sostituito con una mitragliatrice) dalla V.S.S.E. in Time Crisis, per tenerli occupati mentre termina il suo lavoro.
Wild Dog viene sconfitto e si suicida tramite esplosivi piuttosto che arrendersi. Diaz prende Christy in ostaggio e si fa strada verso i controlli di lancio. Quindi getta la donna nel vuoto, ma Robert la prende in tempo. Gli agenti affrontano Diaz, che avvia la sequenza di lancio prima di attivare il sistema di difesa del prototipo del satellite. Keith e Robert distruggono il prototipo e uccidono Diaz. Il razzo malfunzionante esplode. Robert e Keith vengono tirati fuori dall'acqua da Christy ed estratti dalla V.S.S.E.E., mentre lo spazioporto rimane avvolto dalle fiamme.

## Modalità di gioco
Come il capitolo precedente, la modalità di gioco di Time Crisis II si basa sullo sparare a tutti i nemici a schermo, in una determinata area, entro un limite di tempo specifico per continuare verso l'area successiva e completare il livello. Il sistema di copertura basato su pedale rimane il medesimo: quando il pedale viene premuto, il giocatore esce da un riparo e può sparare ai nemici. Lasciando il pedale, il giocatore torna al riparo per evitare le pallottole e ricaricare l'arma, ma non può sparare ai nemici. Alcune sessioni del gioco concedono ai giocatori una mitragliatrice con munizioni illimitate. Una modifica al sistema di copertura e attacco è il sistema denominato "Crisis Flash", che allerta il giocatore nel caso un attacco del nemico può causare un colpo critico o meno, caratteristica assente nel suo predecessore.
Il giocatore perde una vita se colpito da una pallottola o un ostacolo e il gioco termina quando tutte le vite vengono esaurite. Il giocatore può perdere una vita anche se viene esaurito il limite di tempo del timer (quest'ultimo si ripristina successivamente al completamento di ogni area del gioco), al contrario di quanto accadeva nel primo capitolo, nel quale lo scadere del tempo comportava il game over. Nel gioco sono disponibili checkpoint, a differenza della versione PlayStation del primo Time Crisis, che richiedeva di ricominciare dall'inizio dell'intera sessione.
Per la prima volta nella serie, in Time Crisis II è stata introdotta la modalità di gioco cooperativa a due giocatori, mentre nella modalità giocatore singolo un'intelligenza artificiale controlla l'altro personaggio. La versione arcade usa cabinati collegati, per giocare da soli o con un altro giocatore. La versione PlayStation 2 dispone di un sistema split screen o di "System Link" che richiede due schermi, due console, e 2 copie del gioco con un particolare cavo da collegare. I punti vengono detratti nel caso di fuoco amico, sebbene i giocatori non perdano vite.

## Conversione per PlayStation 2
La versione PlayStation 2 del gioco dispone di una grafica migliorata e scene aggiuntive. Il gioco viene allegato con la pistola ottica GunCon 2, sebbene sia compatibile con il primo GunCon (G-Con 45). Completato diverse volte il gioco, il giocatore può sbloccare armi alternative, come una mitragliatrice o un fucile, c'è anche la modalità "Crisis Mission", in cui i giocatori devono eseguire e completare vari compiti, incluso anche una modalità duello con la pistola contro Richard Miller, il protagonista del primo Time Crisis. Tra gli extra ci sono anche una modalità di tiro al piattello e una conversione del videogioco arcade Quick & Crash.

## Voci

### Doppiaggio originale
- Hideo Ishikawa: Keith Martin
- Tetsu Inada: Robert Baxter

### Doppiaggio in inglese
- Peter Serafin: Keith Martin
- Ramsay Scott: Robert Baxter, Wild Dog
- Lynn Harris: Christy
- Dean Harrington: Buff Bryant